# 2009 au Vietnam
Cet article présente les faits marquants de l'année 2009 au Viêt Nam.

## Évènements
- Dimanche 25 janvier 2009 : Naufrage d'un ferry fluvial causant la mort de 39 personnes auxquelles s'ajoutent 5 autres disparues.

- Dimanche 8 février 2009 : Deuxième cas mortel de grippe aviaire H5N1, depuis le début de l'année, sur une femme de 23 ans à l'hôpital provincial de Quảng Ninh (nord). Des volailles malades et mortes ont été retrouvées près de chez elle.

- Lundi 16 février 2009 : Troisième cas mortel de grippe aviaire H5N1, depuis le début de l'année, sur un homme de 32 ans, originaire de la province de Ninh Bình, après avoir tué et mangé des poulets infectés. Depuis fin 2003, le Vietnam déplore 52 morts sur les 254 recensés dans le monde.

- Dimanche 22 février 2009 : Le Vietnam inaugure sa première raffinerie à Dung Quat (centre), une réalisation de 2,5 milliards $ (1,95 milliard €), construite par un consortium mené par le français Technip, qui devrait permettre au pays de produire 6,5 millions de tonnes par an, ou 148 000 barils par jour, soit le tiers des besoins du pays. Elle est financée et sera exploitée par PetroVietnam. Le Vietnam  possède d'importantes réserves de brut mais devait jusqu'ici importer tout son pétrole raffiné.

- Jeudi 26 février 2009 : Un homme de 32 ans meurt de la grippe aviaire H5N1 dans le nord du Vietnam.

- Samedi 14 mars 2009 : 10 personnes, dont huit touristes russes, sont mortes  ce matin dans un accident de la route dans le sud du pays.

- Mardi 19 mai 2009 : Le ministère de la Santé annonce un premier cas mortel de choléra dans la province de Ninh Binh — un homme de 50 ans — à cause de l'épidémie qui sévit dans le nord du pays. Au total, 53 malades du choléra ont été recensés depuis le 20 avril, tandis que plus de 500 autres personnes ont été touchées par la diarrhée aiguë découverte récemment dans onze villes et provinces du nord du pays. La semaine dernière, les autorités de Hanoï ont décidé de fermer une douzaine d'abattoirs de chiens dans la capitale vietnamienne, estimant que leurs mauvaises conditions d'hygiène sont à l'origine de la propagation des bactéries de choléra.

- Lundi 15 juin 2009 : Vietnam Airlines au salon de l'aéronautique du Bourget annonce son intention d'acheter 2 long-courriers Airbus A350 et 16 moyen-courriers Airbus A321A321 à l'avionneur européen Airbus. Selon les prix catalogue d'Airbus, le montant de cette intention d'achat s'élève à plus de 1,9 milliard de dollars.

- Lundi 22 juin 2009 : L'Union européenne est inquiète de l'arrestation et des conditions de détention de l'avocat spécialiste des droits de l'Homme, Le Cong Dinh (40 ans), détenu sans accès à un avocat, alors que la télévision et les médias nationaux ont diffusé un clip de trois minutes dans lequel Le Cong Dinh lit une « confession ». Il a été arrêté le 13 mai dernier pour opposition à l'État et « collusion » avec des « leaders réactionnaires », des organisations ou partis politiques exilés et interdits au Vietnam, pays régi par le principe de parti unique. La police reproche aussi à Le Cong Din d'avoir profité des procès des avocats militants des droits de l'Homme Nguyen Van Dai et Le Thi Cong Nhan en 2007, ainsi que celui du célèbre blogueur Dieu Cay l'an dernier, pour véhiculer une « propagande d'opposition au régime »[1].

- Mardi 7 juillet 2009 : Arrestation de 2 militants pro-démocratie, Tran Anh Kim (60 ans) et Nguyen Tien Trung (25 ans), pour opposition à l’État. Ils sont soupçonnés d'avoir eu des liens avec le Parti démocratique du Vietnam, qui a été frappé d'interdiction[2].

- Mardi 21 juillet 2009 : 20 catholiques ont été arrêtés par la police à l'issue d'une violente dispute autour d'un terrain appartenant à l'église, alors que 150 catholiques venaient d'ériger un bâtiment temporaire pour prier sur le site de l'église de Tam Toa. L’Église estime avoir été spoliée de nombreuses terres par les communistes[3].